# Arabische paddenkopagame
De Arabische paddenkopagame (Phrynocephalus arabicus) is een hagedis uit de familie agamen (Agamidae).

## Naam en indeling
De wetenschappelijke naam van de soort werd voor het eerst voorgesteld door John Anderson in 1894. De verouderde wetenschappelijke naam is Phrynocephalus nejdensis. De soortaanduiding arabicus betekent vrij vertaald 'uit Arabië'.

## Uiterlijke kenmerken
De agame worden maximaal 15 centimeter lang en heeft een opvallend grote kop. De kop is aangepast op het leven in woestijnen, de ooropeningen zijn klein en de oogleden zijn voorzien van schubben die dienen als 'wimpers'. De poten zijn lang en dun, de relatief korte staart kan bij opwinding worden opgerold. De onderzijde van de staartpunt is zwart van kleur, dit wordt gebruikt bij de communicatie. De lichaamskleur is geel tot lichtbruin met over de rug, staart en poten onregelmatige, donkerbruine vlekken en de buik is meestal wit. De paddenkopagame kan relatief snel van kleur veranderen.

## Levenswijze
De agame leeft in zelfgegraven tunnels waarin gescholen wordt bij te koel of te heet weer. De holen worden ook gebruikt om in te vluchten bij gevaar. De agame kan ook op het zand gaan liggen en met zijn buik vibreren, het lichaam zakt hierdoor letterlijk weg in het zand. De Arabische paddenkopagame leeft van kleine ongewervelden zoals insecten maar eet daarnaast ook wel plantendelen zoals bloemen, bladeren en vruchten.
De vrouwtjes zijn eierleggend en begraven de eieren in de bodem. Per legsel worden een a twee eieren afgezet.

## Verspreiding en habitat
Deze soort leeft in uiterst zuidwestelijk Azië en het Midden-Oosten en leeft in de landen Saoedi-Arabië, Qatar, de Verenigde Arabische Emiraten, Oman, Jordanië en Iran. De soort komt misschien ook voor in zuidelijk Irak, maar dit is niet zeker.
De habitat bestaat uit droge, zanderige streken zoals zandduinen, steppen en woestijnen. Door de mens aangepaste streken zoals agrarische gebieden zijn ongeschikt als leefgebied.

## Beschermingsstatus
Door de internationale natuurbeschermingsorganisatie IUCN is de beschermingsstatus 'veilig' toegewezen (Least Concern of LC).